# Sľažany
Sľažany é um município da Eslováquia, situado no distrito de Zlaté Moravce, na região de Nitra. Tem 16,27 km² de área e sua população em 2018 foi estimada em 1.708 habitantes.

## Demografia
| Ano:        | 1994 | 2004   | 2014   | 2024   |
| ----------- | ---- | ------ | ------ | ------ |
| Broj ljudi: | 1711 | 1704   | 1719   | 1690   |
| Razlika:    |      | -0,40% | +0,88% | -1,68% |

| Ano:               | 2023 | 2024   |
| ------------------ | ---- | ------ |
| Número de pessoas: | 1688 | 1690   |
| Diferença:         |      | +0,11% |